# 벨라루스 국민의회

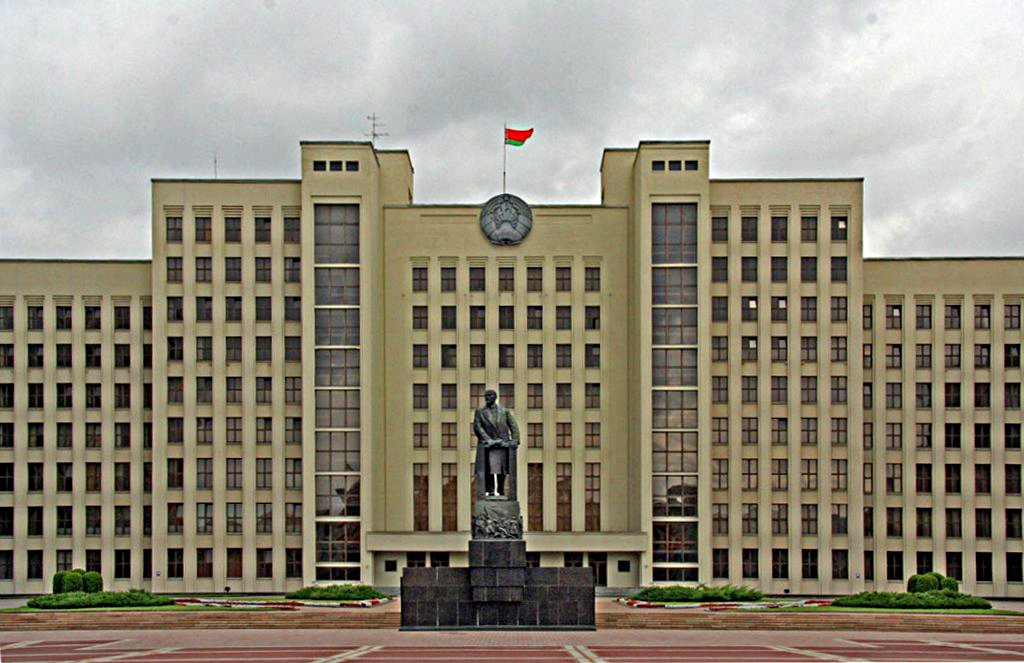
민스크 국민의회당 건물

벨라루스 공화국 국민의회(벨라루스어: Нацыянальны сход Рэспублікі Беларусь)는 벨라루스의 양원제 입법부이다.